# Aljaksej Mjadzvedzeŭ
Aljaksej Uladzimiravič Mjadzvedzeŭ (in bielorusso Аляксей Уладзіміравіч Мядзведзеў?; in russo Алексей Владимирович Медведев?, Aleksej Vladimirovič Medvedev; Minsk, 5 ottobre 1972) è un lottatore bielorusso.
Partecipò a due edizioni dei Giochi olimpici: ad Atlanta nel 1996, dove vinse la medaglia d'argento, e a Sidney nel 2000, dove si classificò al sesto posto. Vinse inoltre la medaglia di bronzo ai mondiali del 1994 a Tampere e una d'argento agli europei del 1997 a Kouvola.